# Partido Estadounidense Independiente de Nevada
El Partido Estadounidense Independiente de Nevada (en inglés: Independent American Party of Nevada, IAPN) es un partido político estadounidense de extrema derechay la filial en Nevada del Partido de la Constitución. El partido fue fundado en 1967 y se afilió al Partido de la Constitución después de su formación en 1999. Fue uno de los cuatro partidos estatales afiliados al Partido de la Constitución que no cambiaron su nombre a "Partido de la Constitución".

## Historia
El punto más alto del IAPN fue la elección para gobernador de Nevada en 1974, donde su candidato, el acaudalado especulador en plata James R. Houston, dividió el voto republicano y obtuvo el 15.52 % del electorado, es decir, 26,285 votos.

### Década de 1990
El IAPN de Nevada logró cierto éxito electoral en la década de 1990 con la elección de Chuck Horne como alcalde de Mesquite en una contienda no partidista.

### Década de 2010
En las elecciones de 2010, tres candidatos del Partido Estadounidense Independiente fueron elegidos para cargos locales y uno fue reelegido.Varios candidatos del IAPN también tuvieron un buen desempeño en diversas elecciones estatales y legislativas, incluida la elección para la Asamblea Estatal de Nevada, Distrito 33, donde Janine Hansen obtuvo el 30.81 % de los votos y quedó en segundo lugar en una contienda de tres candidatos.El candidato del IAP para Fiscal General del Estado, Joel Hansen, también logró un 7.81 % de los votos.
Al cierre del registro en octubre de 2010, el Partido Estadounidense Independiente contaba con un total de 62,724 votantes registrados en el partido.
El 25 de octubre de 2013, la militancia del partido sufrió una pequeña escisión, con algunos miembros permaneciendo en el Partido Estadounidense Independiente de Nevada y otros formando un nuevo Partido de la Constitución de Nevada.
El partido tiene un bastión en la zona de Elko, donde con frecuencia presenta una lista completa de candidatos que obtienen mejores resultados en comparación con otras partes del estado. Allí, la presidenta estatal Janine Hansen se postuló para el Senado de Nevada por el Distrito 19.Allí obtuvo el 27 % de los votos.Desde 2012, el Distrito 19 ha sido disputado únicamente entre el Partido Republicano y el Partido Estadounidense Independiente.
El partido ganó notoriedad cuando Cliven Bundy, conocido por su enfrentamiento con el gobierno federal, se registró como miembro del partido y habló en una serie de eventos organizados por este en 2018. En particular, Bundy fue el orador principal de la convención del partido el 23 de febrero de 2018 en Sparks. Antes de la convención, el 4.5 % de los votantes registrados en Nevada estaban afiliados al Partido Estadounidense Independiente.En la convención, Bundy fue elogiado como un héroe contra la "corrupción y tiranía" del gobierno federal por el presidente del partido y habló extensamente sobre su enfrentamiento armado con la Oficina de Administración de Tierras.

### Década de 2020
El partido también compite de manera constante por el 2.º distrito congresional de Nevada y, en 2020, la elección fue una contienda de tres bandas entre republicanos, demócratas y el Partido Estadounidense Independiente, con Janine Hansen como candidata del IAPN, quien obtuvo el 2.7 % de los votos.
En las elecciones para la alcaldía de Reno de 2022, el IAPN nominó a Joaquin Roces, un empleado de la Alianza Nacional para las Enfermedades Mentales sin experiencia política previa, quien se postuló con una plataforma centrada en aumentar la asistencia a personas sin hogar, ampliar el financiamiento para el departamento de bomberos, recortar los subsidios a los casinos y expandir las energías renovables en la ciudad.Obtuvo 627 votos, es decir, el 1.35 % del electorado, quedando en un distante octavo lugar.

## Candidatos

### Candidato presidencial
| Año  | Candidato        | Votos           |
| ---- | ---------------- | --------------- |
| 1968 | George Wallace   | 20,432 (13.25%) |
| 1976 | Lester Maddox    | 1,497 (0.74%)   |
| 1992 | Howard Phillips  | 677 (0.13%)     |
| 1996 | Howard Phillips  | 1,732 (0.37%)   |
| 2000 | Howard Phillips  | 621 (0.10%)     |
| 2004 | Michael Peroutka | 1,152 (0.14%)   |
| 2008 | Chuck Baldwin    | 3,194 (0.33%)   |
| 2012 | Virgil Goode     | 3,240 (0.32%)   |
| 2016 | Darrell Castle   | 5,268 (0.46%)   |
| 2020 | Don Blankenship  | 3,138 (0.22%)   |
| 2024 | Joel Skousen     | 2,754 (0.19%)   |

### Gobernador
| Año  | Candidato             | Votos           |
| ---- | --------------------- | --------------- |
| 1970 | Daniel Hansen         | 5,415 (3.68%)   |
| 1974 | James Ray Houston     | 26,285 (15.52%) |
| 1978 | Thomas F. Jefferson   | 3,282 (1.71%)   |
| 1994 | Daniel Hansen         | 10,012 (2.64%)  |
| 1998 | Chuck Horne           | 7,509 (1.73%)   |
| 2002 | David Holmgren        | 7,047 (1.40%)   |
| 2006 | Christopher Hansen    | 20,019 (3.44%)  |
| 2010 | Floyd Fitzgibbons     | 5,049 (0.70%)   |
| 2014 | David Lory VanDerBeek | 14,536 (2.66%)  |
| 2018 | Russell Best          | 10,076 (1.04%)  |
| 2022 | Ed Bridges            | 9,918 (0.97%)   |

## Presidentes del partido
- Daniel Hansen: 1967–1980
- Joel Hansen: 2002–2004, 2016–?
- Christopher Hansen: 2004–2008
- Mark Andrews: 2008–2009
- John Wagner: 2009–2016
- Janine Hansen: –presente[19][20]